# آزید سرب (II)
آزید سرب(II) (به انگلیسی: Lead(II) azide) با فرمول شیمیایی Pb(N۳)۲ یک ترکیب شیمیایی با شناسه پاب‌کم ۶۱۶۰۰ است. که جرم مولی آن ۲۹۱٫۲۴ g/mol می‌باشد. شکل ظاهری این ترکیب، جامد زرد است.